# Isabel da Baviera, Eleitora de Brandemburgo
Isabel da Baviera-Landshut (1383 – 13 de novembro de 1442), apelidada de "A Mais Bela", foi uma Eleitora de Brandemburgo.

## Vida
Isabel era filha do Duque Frederico, o Sábio da Baviera-Landshut, e de sua segunda esposa, Madalena Visconti. Em 18 de setembro de 1401, ela casou-se com Frederico VI de Hohenzollern, Burgrave de Nuremberga, que foi promovido a Eleitor de Brandemburgo, em 1415, e governou como "Eleitor Frederico I". Durante as longas viagens de seu marido à Itália, Hungria e ao Concílio de Constança, ela o representou sabiamente, apesar dos grandes problemas políticos que Brandemburgo estava passando no momento.
Ela é ancestral da linhagem real da Casa de Hohenzollern, pelo seu terceiro filho, Alberto III Aquiles, Eleitor de Brandemburgo.

## Descendência
Com Frederico, ela teve dez filhos:
1. Isabel (1403 - Liegnitz, 31 de outubro de 1449), casou-se:

  1. em Constança, em 1418, com o Duque Luís II de Brieg e Legnica (1380/5–1436)
  2. em 1438, com Duque Venceslau I de Cieszyn (1413/18–1474)
2. João, o Alquimista (1406-1465), Margrave de Brandemburgo-Kulmbach, casou-se:
  1. em 1416, com a Princesa Bárbara de Saxe-Wittenberg (1405-1465)
3. Cecília de Brandemburgo (c. 1405–4 de janeiro de 1449), casou-se:
  1. em Berlim, em 30 de maio de 1423, com o Duque Guilherme I de Brunsvique-Luneburgo (1392-1482)
4. Margarida (1410 - Landshut, 27 de julho de 1465,), casou-se:
  1. em 1423, com Alberto V, Duque de Mecklemburgo (1397-1423)
  2. em Ingolstadt, em 20 de julho de 1441, com Luís VIII, Duque da Baviera (1403-1445)
  3. em 1446, com o Conde Martinho de Waldenfels (morto em 1471)
5. Madalena (por volta de 1412 - Scharnebeck, 27 de outubro de 1454), casou-se:
  1. em Tangermünde, em 3 de julho de 1429, com o Duque Frederico II de Brunsvique-Luneburgo (1418-1478)
6. Frederico II (1413-1471), Eleitor de Brandemburg, casou-se:
  1. em 1446, com a Princesa Catarina da Saxônia (1421-1476)
7. Alberto III Aquiles (1414-1486), Eleitor de Brandemburgo, casou-se:
  1. em 1446, com a Princesa Margarida de Baden (1431-1457)
  2. em 1458, com a Princesa Ana da Saxônia (1437-1512)
8. Sofia, nasceu e morreu em 1417
9. Doroteia de Brandemburgo (9 de fevereiro de 1420 - Rehna, 19 de janeiro de 1491), casou-se:
  1. em 1432, com Henrique IV, Duque de Mecklemburgo (1417-1477)
10. Frederico de Altmark (por volta de 1424 - Tangermünde, 6 de outubro de 1463), Senhor de Altmark, casou-se:
  1. em 1449, com a Princesa Inês da Pomerânia (1436-1512)